# Baie Allemande
La baie Allemande, en allemand Deutsche Bucht, en danois Tyske Bugt, en frison occidental Dútske bocht, en néerlandais Duitse Bocht, est une baie de l'océan Atlantique qui constitue le Sud-Est de la mer du Nord.
Elle baigne le littoral du Nord-Est des Pays-Bas, du Nord-Ouest de l'Allemagne et de l'Ouest du Danemark.